# Finca Casa Nueva
La Finca Casa Nueva es un edificio situado en la carretera Requena-Villar de Olmos km. 2, en Requena (Valencia), España. Es obra del arquitecto valenciano Demetrio Ribes Marco.

## Edificio
El edificio de tipo palaciego es un proyecto del arquitecto Demetrio Ribes Marco realizado en 1905. Su estilo arquitectónico es el modernismo valenciano con influencia del eclecticismo. El palacete fue construido a instancias de Alfredo Oria de Rueda e Iñigo, cuyo escudo se puede observar en la balaustrada.
Consta de planta baja y una única altura. En el conjunto, destaca un estilizado torreón que remata el extremo izquierdo del edificio, la balaustrada que remata la parte superior y el cuidado trabajo en forja de hierro en las barandillas de ventanales y balcones, de estilo típicamente modernista.
El edificio está rodeado de 350 hectáreas de viñedos y alberga una bodega propia incluida dentro de la D.O. Utiel-Requena. Fue reconvertido como establecimiento hotelero y de celebración de eventos.